# Nolito
Manuel Agudo Durán, ismertebb nevén Nolito (Sanlúcar de Barrameda, Spanyolország, 1986. október 15. –) spanyol válogatott labdarúgó, az Ibiza támadója.

## Klubcsapatban
Az Valencia CF utánpótlás csapatánál kezdte pályafutását, később több kiscsapatban játszott, előbb a Atletico Sanluqueno, majd az Écija Balompié csapatában. 2008 nyarán került az FC Barcelona csapatához. Három évet játszott a katalán együttesben, mindössze öt mérkőzésen lépett pályára a felnőttek között. Egy gólt szerzett az AD Ceuta elleni kupamérkőzésen 2010 novemberében. 2011-ben az SL Benfica csapatába igazolt. Első idényében 48 tétmérkőzésen játszott, 15 gólt lőtt, és 12 gólpasszt adott. 2013 januárjában visszatért a La ligába, a Granada vette kölcsön fél évre. A következő szezont már a Celta Vigonál kezdte, ahol Luis Enrique lett az edzője. Hamar a csapat első számú góllövője lett, formájára Vicente del Bosque szövetségi kapitány is felfigyelt.
2016. július 1-jén négy éves szerződést írt alá az angol Manchester City csapatával. Augusztus 13-án debütált a Sunderland csapata ellen csereként. Három nappal később megszerezte első gólját a román Steaua București elleni UEFA-bajnokok ligája rájátszás mérkőzésen. 2017 júliusában visszatért Spanyolországba és a Sevilla játékosa lett. 2020. június 18-án visszatért a Celta Vigo csapatához. Sergio Álvarez súlyos sérülést szenvedett, így a liga engedélyezte, hogy a klub igazolhasson egy játékost az átigazolási időszakon kívül, de a klub kapus helyett csatárt igazolt. Június 21-én mutatkozott be a Deportivo Alavés ellen góllal. 2022. szeptember 5-én szabadon igazolhatóként szerződtette az Ibiza csapata.

## Válogatott
A Spanyol labdarúgó-válogatottban 2014. november 7-én debütált, miután del Bosque meghívta a fehéroroszok elleni barátságos mérkőzés keretébe. 2016-ban bekerült a spanyolok Eb-keretébe, a bosnyákok elleni felkészülési mérkőzésen duplázni tudott.